# Walburga Oesterreich

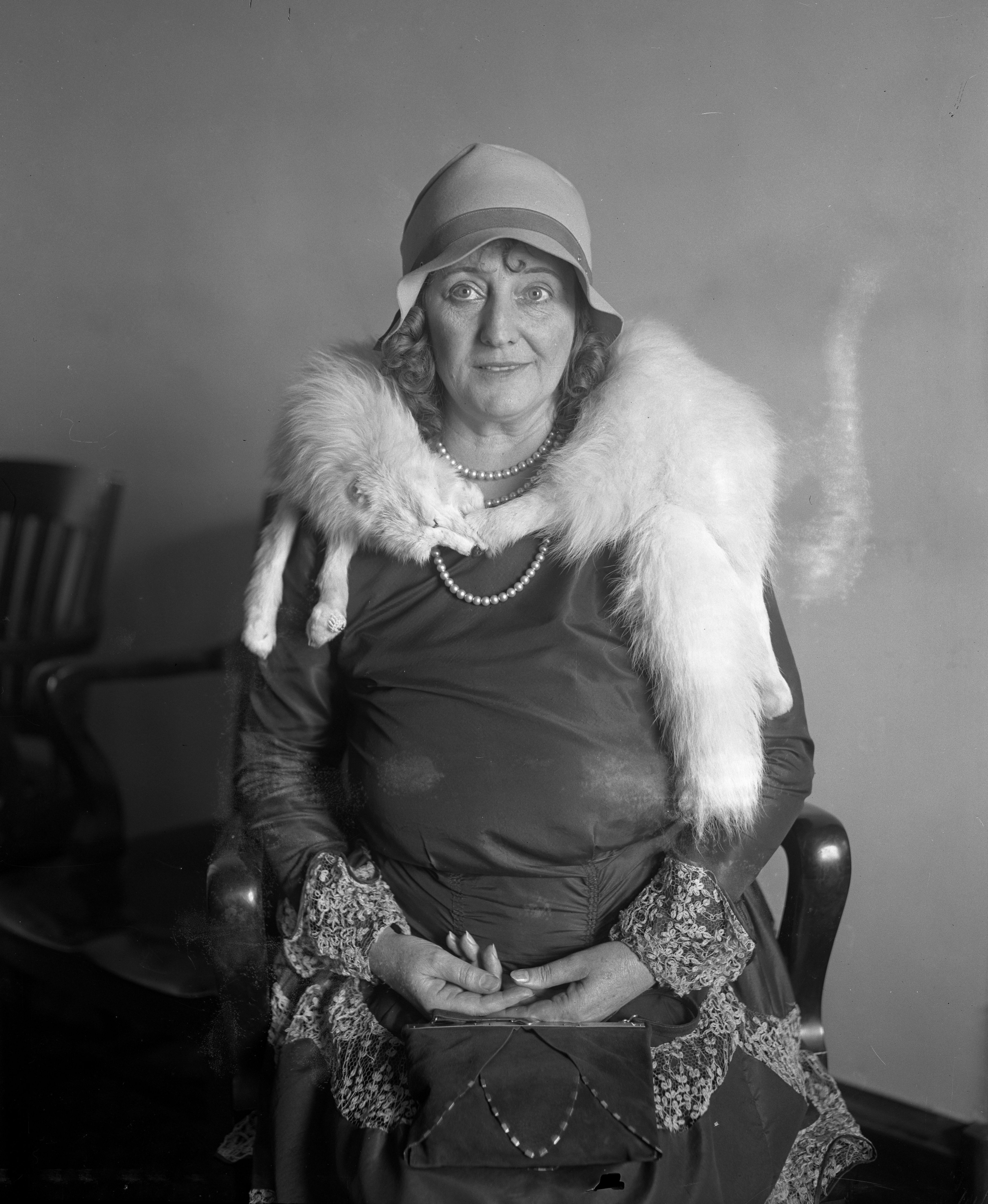
Walburga Oesterreich, ca. 1930

Walburga „Dolly“ Oesterreich (* zwischen 1877 und 1880 in Chicago als Walburga Korschel; † 8. April 1961 in Los Angeles) war eine US-amerikanische Hausfrau und die Gattin eines wohlhabenden US-amerikanischen Textilfabrikanten.
Bekannt wurde sie durch einen spektakulären Kriminalfall, der bis heute Gegenstand von Filmen, Büchern und Zeitungsartikeln ist: Oesterreich hatte ihren Liebhaber, einen etwa 16 Jahre jüngeren Nähmaschinen-Mechaniker, über fast zehn Jahre in den Dachkammern ihrer wechselnden Häuser versteckt, ohne dass Ehemann und Öffentlichkeit etwas davon bemerkt hätten. 1922 erschoss der Liebhaber den Ehemann.

## Leben
Walburga Korschel heiratete Fred Oesterreich am 8. Dezember 1897, die beiden lebten vorerst in Milwaukee. Sie gehörten dort zu der in der Stadt stark vertretenen deutschstämmigen Gemeinde.
Fred Oesterreich (* 8. Dezember 1877; † 22. August 1922) betrieb eine Fabrik, in der rund 60 Arbeiterinnen vor allem Kittelschürzen nähten. Er galt als gewalttätig, jähzornig und dem Alkohol zugeneigt. Das Paar hatte einen gemeinsamen Sohn, Raymond (* 20. August 1900; † 15. Juli 1910).
Um 1913 lernte Oesterreich den deutlich jüngeren Otto Sanhuber kennen. In der Berichterstattung wird häufig hervorgehoben, dass dieser schmächtig, schüchtern und bebrillt war. Sie begannen eine Affäre, in deren Folge Sanhuber in den Dachboden von Oesterreichs Haus einzog. Auch nach dem Umzug nach Los Angeles lebte Sanhuber weiterhin im Dachboden, wo er seine Zeit vor allem mit Lesen und dem Verfassen früher Formen von Pulp-Literatur verbracht haben soll.

### Die tödlichen Schüsse
Am 22. August 1922 kam es zu einem Streit zwischen Fred und Walburga Oesterreich. Sanhuber erschoss in der Folge Fred Oesterreich mit einer Handfeuerwaffe des Kalibers .25. Er täuschte in der Folge einen Einbruch vor, zog Fred die teure Armbanduhr vom Handgelenk und schloss Dolly in einen Schrank ein. Die von Nachbarn gerufene Polizei misstraute zwar wegen des eher „weiblichen“ Kleinkalibers der Einbruch-Version, sowohl Sanhuber als auch Oesterreich blieben aber vorerst unbehelligt.

### Der erste Prozess
Nach dem Mord begann Oesterreich eine Affäre mit ihrem  Rechtsanwalt Herman S. Shapiro, der das neu ererbte Vermögen verwalten sollte. Sie schenkte ihm Freds Armbanduhr mit der Erklärung, sie unter einem Kissen im Wohnzimmer gefunden zu haben. Einem weiteren Liebhaber sowie einem befreundeten Nachbarn vertraute sie jeweils eine der Tatwaffen an – der eine versenkte sie in einer Teergrube, der andere begrub sie in seinem Garten. Beide stellten keine Fragen. Aufgrund der Ermittlungen der Polizei und Aussagen eines Liebhabers und eines Nachbarn wurde Oesterreich wegen Mordverdachts verhaftet und angeklagt. In der Untersuchungshaft bat sie Shapiro, Sanhuber in seinem Versteck mit Nahrungsmitteln zu versorgen. Shapiro soll Sanhuber daraufhin aus dem Haus geworfen haben.
Mangels Beweisen wurde Oesterreich freigesprochen.

### Der zweite Prozess
Sanhuber, der mit Shapiros Hilfe einen Job als Hausmeister in San Francisco übernommen hatte, änderte seinen Namen und zog nach Kanada. Er heiratete eine Kanadierin und arbeitete meistens als Pförtner. Irgendwann tauchte er wieder in Los Angeles auf, wo er als Nachtportier tätig war. Einige Quellen gehen davon aus, dass er Oesterreich erpresste.
Oesterreich war mittlerweile eine Affäre mit ihrem Verwalter Ray Bert Hedrick eingegangen. Nach sieben Jahren beendete Shapiro 1930 daher die Liebesaffäre mit Oesterreich und sagte bei der Polizei über die acht Jahre zurückliegenden Geschehnisse aus. Oesterreich und Sanhuber wurden verhaftet, vor Gericht gestellt und angeklagt: Sanhuber wegen Mordes, Oesterreich wegen Beihilfe. Der ermittelnde Chief of Detectives Cline war endlich am Ziel. Verteidigt wurde die Witwe von Jerry Giesler. Der Prozess wurde zu einem riesigen Medienspektakel. Sanhuber wurde dabei in der Boulevardpresse als „Attic Lover“ (Dachboden-Liebhaber), „Ghost in the Garret“ (Gespenst aus der Dachkammer) oder „Bat Man“ (Fledermaus-Mann) tituliert.
Sanhuber wurde schließlich nicht des Mordes, sondern lediglich des Totschlags für schuldig befunden. Da die Verjährungsfrist für diese Straftat zu diesem Zeitpunkt bereits abgelaufen war, verließ er als freier Mann den Gerichtssaal. Oesterreichs Verfahren endete ohne Ergebnis („hung jury“) und wurde schließlich eingestellt.
Sanhuber verließ mit seiner Ehefrau Mathilde Los Angeles. Über den Rest seines Lebens und sein Ende ist nichts bekannt. Oesterreich heiratete am 24. März 1961 Ray Bert Hedrick und starb kurz darauf am 8. April 1961. Ihr Vermögen zum Zeitpunkt des Todes wurde mit über einer Million Dollar angegeben.

## Nachwirkung
Die Geschichte um die „Ehe zu dritt“ und den zehn Jahre lang auf dem Dachboden lebenden Liebhaber war einer der spektakulärsten Kriminalfälle der Vereinigten Staaten. Bis heute wird der Fall immer wieder in Anthologien über berühmte Kriminalfälle aufgenommen sowie auf Internetseiten oder in Erinnerungsartikeln auch renommierter Zeitungen wie der Los Angeles Times vorgestellt.
1969 verkörperte Shirley MacLaine eine der Walburga „Dolly“ Oesterreich nachempfundene Figur im Hollywood-Film Hausfreunde sind auch Menschen. 1995 entstand der dem Fall nachempfundene Fernsehfilm The Man in the Attic (deutsch: „Killer aus dem Schatten“) mit Anne Archer in der weiblichen Hauptrolle.
Das Haus, in dem Fred Oesterreich von Sanhuber getötet wurde, wird heute noch Touristen in Hollywood auf einer Spezialtour zu den Stätten bekannter Verbrechen gezeigt, ebenso Fred Oesterreichs Urnengrab im „Begoniengang“ des Großen Mausoleums im Forest Lawn Memorial Park in Glendale.

## Populärwissenschaftliche Literatur
- Alan Hynd: The Case of the Attic Lover and other true crime stories. Pyramid Books, New York 1958.
- Michael Parrish: For the People. Inside the Los Angeles County District Attorney’s Office 1850–2000. Angel City Press 2001.
- Norman Winski: Sex and the Criminal Mind. The Genell Corporation, Van Nuys, Calif. 1965.
- Marvin J. Wolf, Catherine Moder: Fallen Angels. Facts on File Publications. New York 1986.